# Hiram Rhodes Revels

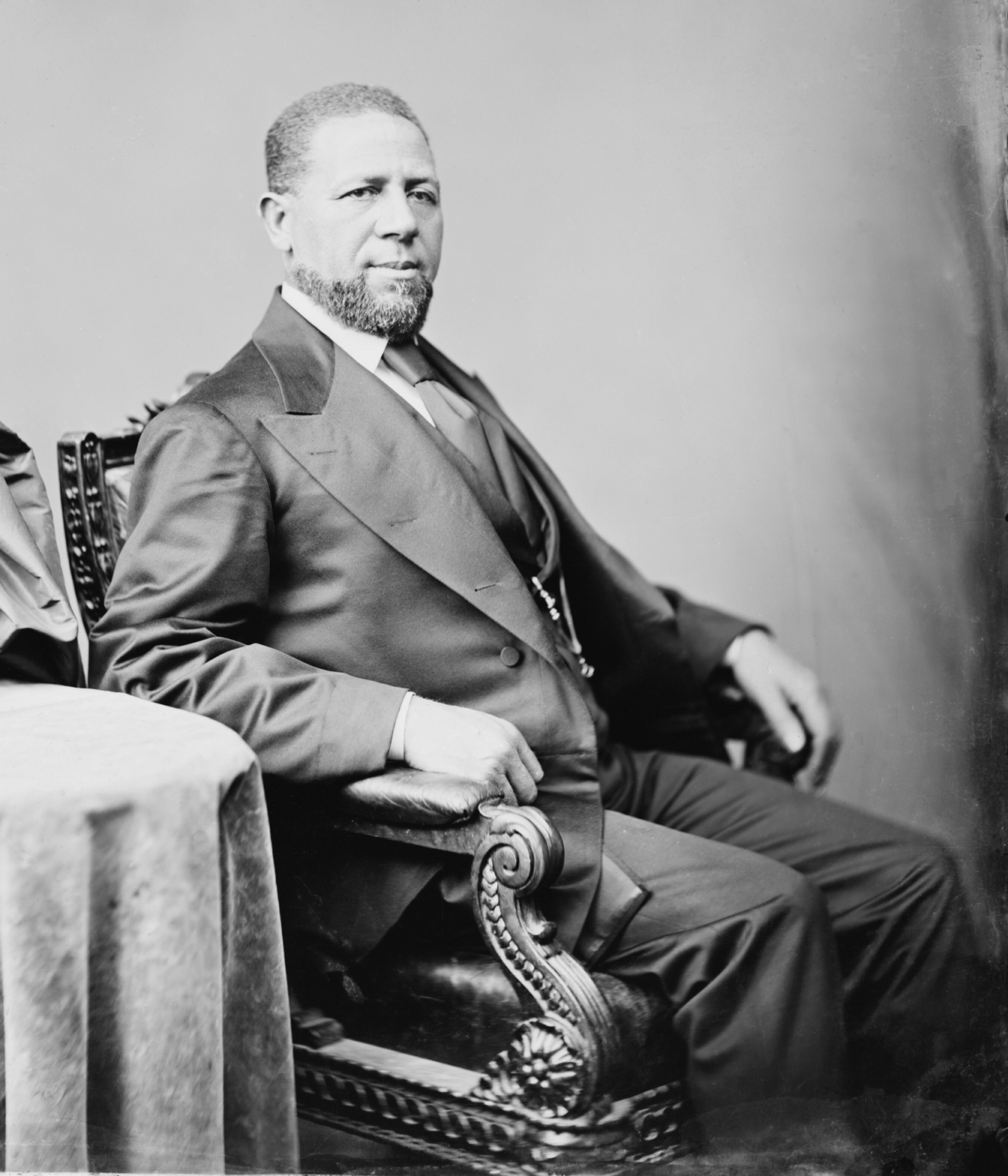
Hiram Rhodes Revels

Hiram Rhodes Revels, född 27 september 1827 i Fayetteville, North Carolina, död 16 januari 1901 i Aberdeen, Mississippi, var en amerikansk republikansk politiker. Han representerade delstaten Mississippi i USA:s senat 1870-1871. Han var den första afroamerikanska ledamoten i senatens och över huvud taget kongressens historia.
Revels studerade vid Beech Grove Quaker Seminary, Darke County Seminary och Knox College. Han inledde 1845 sin karriär som präst. Han prästvigdes i Baltimore och hans kyrka var African Methodist Episcopal Church.
Revels rekryterade svarta soldater till nordstatsarmén  i amerikanska inbördeskriget och tjänstgjorde sedan som fältpräst. Han grundade 1863 en skola för afroamerikaner i Saint Louis. Han flyttade 1866 till Mississippi.
När Mississippi 1870 åter fick representation i USA:s senat, valdes Revels och Adelbert Ames till senaten. Revels avgick 1871 för att tillträda som rektor för Alcorn University (numera Alcorn State University). Han efterträddes som senator av James L. Alcorn.
Revels grav finns på Hillcrest Cemetery i Holly Springs.